# Palatj
Palatj (russisk: Палач) er en sovjetisk spillefilm fra 1990 af Viktor Sergejev.

## Medvirkende
- Irina Metlitskaja som Olga Privalova
- Andrej Sokolov som Andrej Arsentjev
- Larisa Guzejeva som Sveta
- Sergej Gazarov som Igor Pogodin
- Boris Galkin som Aleksandr Zavalisjin